# Еозинофільність
Еозинофільність (грецький суфікс -філ, що означає еозино -любний) описує забарвлення тканин, клітин або органел після їх промивання з еозином, барвником, який зазвичай використовується в гістологічному фарбуванні.
Еозин — це кислотний барвник для забарвлення цитоплазми клітин, колагену та м'язових волокон. Термін «еозинофільний» описує зовнішній вигляд клітин і структур, що спостерігаються на гістологічних зрізах, які поглинають барвник еозин. Такі еозинофільні структури, як правило, складаються з білка.
Еозин зазвичай поєднують з барвником, який називається гематоксиліном, після цього отримують зріз, забарвлений гематоксиліном та еозином (також званого забарвленням Г&Е, ГE або зрізом Г+E). Це найпоширеніший гістологічний барвник для медичної діагностики.. Коли патологоанатом досліджує біопсію підозрюваної пухлини, він забарвлює зразок гематоксиліном та еозином.
Деякі структури, що спостерігаються всередині клітин, описуються як еозинофільні, наприклад, тільця Леві та Меллорі. Деякі клітини також описуються як еозинофільні, такі як лейкоцити.